# 羅斯548
羅斯 548是一種會變的白矮星，屬於DAV類型，它在1970年被發現是一顆變星，在1972年，它的變星標識為鯨魚座ZZ (Ceti ZZ)，其中還提到鯨魚座ZZ是完全型態的DAV白矮星變星 , pp. 891, 895.。  